# سیارک ۱۶۶۰۲
سیارک ۱۶۶۰۲ (به انگلیسی: 16602 Anabuki، نامگذاری:1993FY3)۱۶۶۰۲مین سیارک کشف شده‌است که در ۱۷ مارس ۱۹۹۳ کشف شد.